# Hutberg (Oderwitz)
Der 405,2 Meter hohe, langgestreckte Hutberg bei Oderwitz liegt am Rande des Oderwitzer Beckens und erhebt sich etwa 100 Meter über das Tal des Landwassers. An seinem Nordhang entspringt das Neufeldenwasser.
Mit dem nahezu gleich hohen, südöstlich gelegenen Pferdeberg gehört er zu einer zusammenhängenden Basaltdecke. Auf der wenig bewaldeten Kuppe gibt es senkrechte, ursprünglich bis zu einem Meter dicke Säulen aus Nephelinbasanit, die auf den vulkanischen Ursprung dieses Berges hindeuten. Durch Verwitterung brachen Stücke dieser Säulen ab und bildeten Geröllhalden aus Basaltkugeln.
Früher wurde der Hutberg für die Gewinnung von Basaltblöcken als Baumaterial genutzt. Heute befindet sich an seinem westlichen, unteren Hang eine Sandgrube.

## Entstehung des Namens
Hutberg ist ein im Deutschen relativ häufiger Bergname. Sein etymologischer Ursprung liegt wahrscheinlich in Hüteberg, was auf eine wirtschaftliche Nutzung als Viehweide schließen lässt.